# Mario Vargas Llosa
Mario Vargas Llosa, właśc. Jorge Mario Pedro Vargas Llosa Marqués de Vargas Llosa (ur. 28 marca 1936 w Arequipie, zm. 13 kwietnia 2025 w Limie) – peruwiański pisarz, dziennikarz, myśliciel, polityk. Laureat Nagrody Nobla w dziedzinie literatury w 2010.

## Życiorys
Urodził się w Arequipie w Peru jako jedyne dziecko Ernesta Vargasa Maldonada oraz Dory Llosy Urety.
W rok po urodzeniu jego rodzice rozwiedli się, a rodzina Llosów przeniosła się do Cochabamby w Boliwii, gdzie jego dziadek Pedro Llosa podpisał 10-letni kontrakt na uprawę ziemi w hacjendzie Siapina. Mieszkając w Boliwii, pełnił także funkcję honorowego konsula Peru. W 1945 José Luis Bustamante y Rivero, krewny dziadka Pedra, został wybrany na stanowisko prezydenta Peru. Zaproponował Pedrowi Llosie stanowisko prefekta Piury. Llosa przyjął je i natychmiast się tam udał. Reszta rodziny dołączyła do niego na przełomie lat 1945/1946. W 1947 jego rodzice ponownie wzięli ślub i przenieśli się do Limy.
Gdy był młodzieńcem, zaczął pisać opowiadania i poezje. W zdominowanym przez męską siłę społeczeństwie (kult macho) literatura była uznawana za domenę kobiet. Ojciec Maria Vargasa Llosy, zaniepokojony zainteresowaniami syna, wysłał czternastolatka do szkoły kadetów Colegio Militar Leoncio Prado w Limie. Miał nadzieję, że wojskowe życie zmieni zainteresowania syna. Przeżycia pisarza z okresu pobytu w szkole były podstawą jego pierwszej powieści Miasto i psy. Po dwóch latach w szkole wojskowej wrócił do Piury, żeby dokończyć szkołę średnią. Obserwacja tego miasta zaowocowała powieścią Zielony dom. W czasie nauki Mario Vargas Llosa zaczął pracować w lokalnej gazecie. Jeszcze przed ukończeniem szkoły średniej napisał opowiadanie Los jefes i rozpoczął pracę nad swym pierwszym dramatem scenicznym La Huida del Inca.
W 1953 rozpoczął studia na wydziale humanistycznym Uniwersytetu Świętego Marka w Limie. Jego decyzja została przyjęta w rodzinie jako rebelia, gdyż odrzucił ofertę studiów na Papieskim Uniwersytecie Katolickim Peru, do którego uczęszczała młodzież pochodząca z klas wyższych. W 1955 – w atmosferze skandalu obyczajowego – poślubił Julię Urquidi, swą daleką ciotkę, starszą od siebie o 10 lat (zm. 10 marca 2010 w Santa Cruz, w Boliwii). Swe przygody z tego okresu przedstawił w humorystycznej powieści Ciotka Julia i skryba – autobiograficznym dziele pisarza. Po ukończeniu studiów pracował w kilku miejscach jednocześnie, między innymi redagował kronikę policyjną dla lokalnej gazety i pisał skrypty do audycji radiowych. Jego pierwszą opublikowaną informacją prasową była depesza w dzienniku „La Prensa”.
W 1959 wraz z żoną przeniósł się do Paryża, gdzie pracował jako nauczyciel hiszpańskiego i dziennikarz. W 1964 rozwiódł się z Julią, a w 1965 ożenił się po raz drugi – z młodszą kuzynką Patricią Llosą Urquidi. Z drugą żoną miał troje dzieci: syna Álvara (ur. 1966), pisarza, drugiego syna Gonzala (ur. 1967) oraz córkę Morganę, fotografkę (ur. 1974). W 1966 przeniósł się z Paryża do Londynu, gdzie zaczął wykładać literaturę iberoamerykańską na Queen Mary College. Jednocześnie zaczął się udzielać w emigracyjnym życiu politycznym. W całym okresie swej emigracji pisał powieści przynoszące mu światową sławę oraz zajmował się studiami nad literaturą hiszpańską.
W 1990 kandydował w wyborach na prezydenta Peru z ramienia liberalnego Ruchu Wolności. W pierwszej turze głosowania, 8 kwietnia, nieznaczną liczbą głosów wyprzedził Alberta Fujimoriego z sojuszu wyborczego Cambio 90. Przegrał z nim w drugiej turze, która odbyła się 10 czerwca.
W następnych latach dzielił swe życie pomiędzy okresy w ojczystym kraju i na emigracji. Publikował powieści, szkice i artykuły publicystyczne, wykłada, prowadzi programy telewizyjne. Zasiadał w jury konkursu głównego na 29. MFF w Cannes (1976) oraz na 51. MFF w Wenecji (1994).
Jego książki tłumaczyli w Polsce m.in. Wojciech Charchalis, Marzena Chrobak, Małgorzata Lewicka, Filip Łobodziński, Carlos Marrodán Casas, Kazimierz Piekarec, Danuta Rycerz, Joanna Skórnicka, Dorota Walasek-Elbanowska, Zofia Wasitowa, Ewa Zaleska.
Laureat Premio Nacional de Novela del Perú (1967), Nagrody Księcia Asturii (1986), w 1994 otrzymał Nagrodę Cervantesa – najwyższe możliwe trofeum w świecie literatury hiszpańskojęzycznej. W 2002 otrzymał prestiżową PEN/Nabokov Award – nagrodę amerykańskiego PEN Clubu, a w 2005 przyznawaną przez American Enterprise Institute Nagrodę Irvinga Kristola jako pisarz, „obrońca demokracji, wolnego rynku i indywidualnej wolności”.
7 października 2010, w wieku 74 lat, został uhonorowany Nagrodą Nobla. Szwedzka Akademia werdykt uzasadniała tym, że Vargas Llosa został nagrodzony za „kartografię struktur władzy oraz wyraziste obrazy oporu, buntu i porażek jednostki”.
W 2011 otrzymał od króla Hiszpanii nobilitację i tytuł markiza de Vargas Llosa.
W 2021 został członkiem Akademii Francuskiej (fotel 18).

## Publikacje

### Powieści i zbiory opowiadań
- 1959: Wyzwanie (Los jefes) – tom opowiadań, pol. wyd. 1976
- 1963: Miasto i psy (La ciudad y los perros) – powieść, pol. wyd. 1971
- 1966: Zielony dom (La casa verde) – powieść, pol. wyd. 1975
- 1967: Szczeniaki (Los cachorros) – powieść, pol. wyd. 1973
- 1969: Rozmowa w „Katedrze” (Conversación en La Catedral) – powieść, pol. wyd. 1973
- 1973: Pantaleon i wizytantki (Pantaleón y las visitadoras) – powieść, pol. wyd. 1976
- 1977: Ciotka Julia i skryba (La tía Julia y el escribidor) – powieść, pol. wyd. 1983
- 1981: Wojna końca świata (La guerra del fin del mundo) – powieść, pol. wyd. 1992
- 1984: Historia Alejandra Mayty (Historia de Mayta) – powieść, pol. wyd. 1991.
- 1986: Kto zabił Palomina Molero? (Quién mató a Palomino Molero?) – powieść, pol. wyd. 1995
- 1987: Gawędziarz (El hablador) – powieść, pol. wyd. 1997
- 1988: Pochwała macochy (Elogio de la madastra) – powieść, pol. wyd. 1993
- 1993: Lituma w Andach (Lituma en los Andes) – powieść, pol. wyd. 1998
- 1997: Zeszyty don Rigoberta (Los cuadernos de don Rigoberto) – powieść, pol. wyd. 1997
- 2000: Święto kozła (La fiesta del Chivo) – powieść, pol. wyd. 2002
- 2003: Raj tuż za rogiem (El paraíso en la otra esquina) – powieść, pol. wyd. 2003
- 2006: Szelmostwa niegrzecznej dziewczynki (Travesuras de la niña mala) – powieść, pol. wyd. 2007
- 2010: Fonsito i księżyc (Fonchito y la luna) – opowiadanie dla dzieci, pol. wyd. 2011
- 2010: Marzenie Celta (El sueño del celta) – powieść, pol. wyd. 2011
- 2013: Dyskretny bohater (El héroe discreto) – powieść, pol. wyd. 2014, tłumaczenie: Marzena Chrobak
- 2014: El barco de los niños – opowiadanie dla dzieci
- 2016: Dzielnica występku (Cinco esquinas) – powieść, pol. wyd. 2016
- 2019: Burzliwe czasy (Tiempos recios) – powieść, pol. wyd. 2020, tłumaczenie: Marzena Chrobak
- 2024: To dla Pani ta cisza (Le dedico mi silencio) – powieść, pol. wyd. 2024, tłumaczenie Tomasz Pindel

### Literatura faktu
- 1968: Dwie samotności. Dialog mistrzów. Gabriel Garcia Márquez, Mario Vargas Llosa (Dos soledades. Un diálogo sobre la novela en América Latina. Gabriel Garcia Márquez, Mario Vargas Llosa) – rozmowa, pol. wyd. 2021
- 1971: Historia secreta de una novela

- 1971: García Márquez: Historia pewnego bogobójstwa (García Márquez: Historia de un deicidio) – polskie tłumaczenie ukazało się w „Literaturze na Świecie” w 1983, numer 9 (146), str. 96-135
- 1975: La orgia perpetua: Flaubert y madame Bovary
- 1981: Entre Sartre y Camus
- 1990: Prawda kłamstw (La verdad de las mentiras) – eseje o literaturze, pol. wyd. 1999
- 1991: List rycerski w obronie Tiranta Białego (Carta de batalla por Tirant lo Blanc) – polskie tłumaczenie ukazało się w „Literaturze na Świecie” w 2003, numer 05-06 (382-383)
- 1993: Jak ryba w wodzie. Wspomnienia (El pez en el agua) – autobiografia, pol. wyd. 2010
- 1994: Desafíos a la libertad
- 1996: La utopía arcáica. José María Arguedas las ficciones del indigenismo
- 1997: Listy do młodego pisarza (Cartas a un joven novelista) – listy, pol. wyd. 2012
- 2000: El lenguaje de la pasión
- 2003: Diario de Irak
- 2004: La tentación de lo imposible
- 2006: Izrael – Palestyna. Pokój czy święta wojna (Israel – Palestina. Paz o guerra santa) – pol. wyd. 2007
- 2007: El Pregón de Sevilla
- 2008: El Viaje a la Ficción. El mundo de Juan Carlos Onetti
- 2009: Sables y utopías. Visiones de América Latina
- 2012: Cywilizacja spektaklu (La civilización del espectáculo) – pol. wyd. 2015
- 2017: O czytaniu i pisaniu. Wybór eseistyki – pol. wyd. 2007
- 2018: Zew plemienia (La llamada de la tribu) – pol. wyd. 2020
- 2020: Medio siglo con Borges
- 2020: La realidad de un escritor

### Sztuki teatralne
- Panienka z Tacny (La señorita de Tacna, 1981)
- Kathie y el hipopótamo (1983)
- La Chunga (1986)

- El loco de los balcones (1993)
- Ojos bonitos, cuadros feos (1996)
- Odiseo y Penélope (2007)
- Al pie del Támesis (2008)
- Las mil noches y una noche (2009)
- Los cuentos de la peste (2015)

### Inne
- 1991: Trębacz z Deyá (La trompeta de Deyá) – tekst napisany po śmierci Julia Cortázara ("El País", 27.07.1991) – polskie tłumaczenie ukazało się w „Literaturze na Świecie” w 1995, numer 05-06 (286-287)

- 2001: Andy – tekst do albumu ze zdjęciami Pablo Corrala Vegi

### Rozmowy
- Roman Warszewski, Skrzydła diabła, rogi anioła. Mówi Mario Vargas Llosa, Katowice, 2007.